# Direction du numérique pour l'éducation
La direction du numérique pour l'éducation (DNE en abrégé) est une direction du ministère français de l'éducation nationale. Elle assure la mise en place et le déploiement du service public du numérique éducatif.

## Composition et attributions
Audran Le Baron en est à la tête depuis le 12 juillet 2021. Il succède à Jean-Marc Merriaux qui avait pris ses fonctions depuis le 7 mai 2018 (nomination le 27 avril) et à Mathieu Jeandron, lequel avait été nommé le 9 septembre 2015,. La Direction du Numérique pour l'éducation a été créée lors de la nomination de l'Inspectrice Générale Catherine Bechetti-Bizot le 23 avril 2014  qui en avait coordonné la mission de préfiguration.
Depuis septembre 2019, la direction est composée de 3 sous-directions qui aident à la mise en œuvre et à la gestion de l'éducation numérique au sein du ministère français de l'éducation : 
- La sous-direction des services numériques
- La sous-direction de la transformation numérique
- La sous-direction du socle numérique

Parmi des projets pilotés par la DNE figurent le projet Gestionnaire d'Accès aux Ressources, le dispositif Travaux académiques mutualisés et la plateforme libre d'outils numériques apps.education.fr.
En septembre 2021, Alexis Kauffmann, fondateur de Framasoft, rejoint la DNE en tant que chef de projet logiciels et ressources éducatives libres et mixité dans les filières du numérique.

## Controverse
Mathieu Jeandron, directeur de septembre 2015 à avril 2018, est recruté par Amazon en avril 2018. Il avait signé en mai 2017 un courrier rendu public par le Café pédagogique qui avait fait l'objet d'une polémique, mais, selon le Canard enchaîné, « le polytechnicien avait fait jouer ses réseaux X-Mines, [...] Jeandron avait conservé son poste ». Selon l'hebdomadaire, il s'agit du second pantouflage de hauts fonctionnaires de l'Éducation nationale auprès des « mastodontes du Web » après celui de Marc Couraud en 2015.